# Rhode Island Reds FC
Rhode Island Reds FC, mais conhecida como Rhode Island Reds, ou ainda RI Reds, é uma agremiação esportiva de Rhode Island.  Atualmente disputa a National Premier Soccer League.

## História
Fundado em 2012, a equipe começou no mesmo ano a disputar a National Premier Soccer League. Na primeira temporada a equipe termina em quarto da conferência, atrás do New York Red Bulls NPSL, Brooklyn Italians e New York Athletic Club. Em 2013 e 2014 a equipe termina em quinto da conferência e novamente não vai aos playoffs. Em 2015 a equipe fica em sexto. Em 2016 faz sua melhor campanha até então, ficando em terceiro, mas ainda assim não se classifica para os playoffs.